# Districtul Sümeg
Sümeg (în maghiară Sümegi járás) este un district în județul Veszprém, Ungaria.
Districtul are o suprafață de 306,48 km2 și o populație de 15.390 locuitori (2013).